# Чифлик (Драмско)
Чифлик (на гръцки: Μέγα Φωτολίβος, Мега Фотоливос, в превод Голямо Фотоливос, старо Τσιφλίκι, Цифлики) е бивше село в Гърция, дем Просечен, махала на Фотилово (Фотоливос).

## География
Селото е разположено на 54 m надморска височина в Драмското поле, на 1 km източно от Фотилово, югоизточно от железопътната линия Сяр – Драма.

## История
В началото на XX век селото е чифлик. В 20-те години на мястото му са заселени гърци бежанци от Турция. Според преброяването от 1928 година Мега Фотоливос е изцяло бежанско село със 106 семейства с 445 жители.
В 1940 година има 652 жители. В 1951 година е броено към Фотилово, в 1961 година отново е отделно селище с 681 жители, а по-късно отново е броено към Фотилово.
Населението се занимава с отглеждане на памук, жито, фуражи и други земеделски култури, както и с краварство.
| Година    | 1913 | 1920 | 1928 | 1940 | 1951 | 1961 | 1971 | 1981 | 1991 | 2001 | 2011 | 2021 |
| --------- | ---- | ---- | ---- | ---- | ---- | ---- | ---- | ---- | ---- | ---- | ---- | ---- |
| Население |      |      | 445  | 652  |      | 681  |      |      |      |      |      |      |